# Жерлин, Адриано
Адриано Жерлин да Силва (порт. Adriano Gerlin da Silva; род. 20 сентября 1974, Драсена, Сан-Паулу), более известный как Адриано Жерлин (порт. Adriano Gerlin) — бразильский футболист, выступающий на позиции нападающего. Экс-игрок юношеской и молодёжной сборных Бразилии.

## Карьера
Адриано родился в Драсене и начал свою карьеру в команде «Гуарани» в 1992 году, предварительно играя за молодежную команду. В 2004 году Адриано отправился в Швейцарию и перешел в клуб «Ксамакс». Проведя в Невшатель три сезона, Жерлин вернулся на родину, в команду Ботафого, однако, уже в том же году перешел в клуб «Жувентуде». Следующим клубом игрока стал «Сан-Паулу» из одноименного города, а уже в 1999 году нападающий переехал в «Наутико». Позднее, в том же году он перешел в «Атлетико Минейро». Всего за клуб в чемпионате провел 12 матчей и забил 1 гол.